# Рейнбот, Александр Евгеньевич
Александр Евгеньевич Рейнбот (1858 — 28 июня 1918) — член совета и товарищ министра финансов Российской империи, действительный статский советник.

## Биография
Родился в 1858 году в семье Евгения Антоновича Рейнбота (1821—1905) и его жены, графини Надежды Николаевны (урожд. Ламздорф, затем Бутовская; 1825—1914). Учился вместе со старшим братом Павлом в Александровском лицее, который окончил в 1877 году с золотой медалью.
Служил в Перми, где был управляющим Пермской казённой палаты; был близким другом местного общественного деятеля, издателя и краеведа Д. Д. Смышляева. В 1887 году он был награждён Малой серебряной медалью Русского Географического общества; с января 1894 возглавил Пермское экономическое общество, целью которого было исследование состояния сельского хозяйства, кустарных промыслов и содействие их усовершенствованию и развитию в Пермской губернии. Деятельность Общества была вскоре остановлена, и А. Е. Рейнбот покинул Пермь, уехав в Санкт-Петербург, где стал служить по Министерству финансов и был товарищем министра и членом Совета министра.
С 14 мая 1896 года состоял в чине действительного статского советника. Был награждён орденами Св. Анны 1-й (1905) и 2-й (1892) ст., Св. Станислава 1-й (1901) и 3-й (1884) ст., Св. Владимира 3-й ст. (1899). В 1907 году вышел в отставку.
Скончался в Петрограде, похоронен на Успенском кладбище.
Его жена, Мария Платоновна Рейнбот — руководила, по данным Департамента полиции, «действиями боевой дружины киевской группы социалистов-революционеров».

## Память
В 1898 году члены Пермского экономического общества решили открыть библиотеку-читальню, названную именем А. Е. Рейнбота, чтобы увековечить память о нём в Пермской губернии. Она была открыта в 1901 году в селе Кудымкар (ныне это Коми-Пермяцкая окружная библиотека; до 1966 года носила имя Рейнбота, но в 1966 году ей было присвоено имя коми-пермяцкого писателя Михаила Павловича Лихачева).
В библиотеке П. Н. Серебренникова сохранился оттиск речи Рейнбота «Соображения о постановке сельско-хозяйственно-метеорологических наблюдений», произнесенной в Министерстве финансов, с дарственной надписью П. Н. Серебренникову.